# モフセン・レザーイー
モフセン・レザーイー・ミールガーエド（英語: Mohsen Rezaee Mirgha'ed、ペルシア語: محسن رضایی میرقائد、
1954年9月9日 - ）は、イランの政治家・経済学者・元イスラム革命防衛隊司令官である。現在は公益判別会議書記を務めている。イランにおいては少数民族であるアラブ人に属する。
2009年イラン大統領選挙では保守派として出馬した。

## 経歴
1954年9月、イランのフーゼスターン州マスジェデ・ソレイマーンに生まれる。その後、名門イラン科学技術大学に入学、機械工学を専攻する。イラン・イラク戦争後、首都テヘランにあるテヘラン大学に入学し、経済学の博士号を取得した。
1981年には27歳にしてイスラム革命防衛隊（AGIR）司令官となり、1997年まで指揮官を歴任した。同年には公益判別会議評議員となった。その後書記を務めている。
モフセンはテヘランにイマームホセイン大学を設立し、教授として授業を行っている。
2013年のイラン大統領選挙に独立系として立候補したが、388万4412票で4位に終わり落選した。
2021年のイラン大統領選挙に立候補して、護憲評議会による審査で出馬を承認された7名の大統領候補のうちの一人となった。2021年6月18日に投票が行われ、集計の結果、開票された2893万3004票のうちレザーイーが約11.79％に相当する341万2712票を獲得して2位となったが、エブラーヒーム・ライースィー候補が有効投票の過半数となる1792万6345票を獲得したため、決選投票にはもつれ込まず1回目の投票でレザーイーの落選が確定した。

## AMIA爆破事件への関与
1994年7月18日にアルゼンチンのブエノスアイレスで起きたイスラエル人相互協会（AMIA）での爆破事件の関与が疑われており、事件の犯人はいまだに見つかっていない。
2006年11月、アルゼンチン側はAMIA爆破事件に関与したとしてイラン人・レバノン人計6名の国際逮捕状を発行している。ユダヤ系人への爆破テロは1992年にも起きており、連続爆破事件の疑いが強いとされている。
目撃証言としては、モフセンの息子がアルゼンチンに滞在しており、実行犯とみられるレバノン人と同伴していたとの証言がある。また、ユダヤ人への爆破テロはイラン首都テヘランで計画されており、イラン当局が把握していた。

## 私生活
モフセンの父親の名はナジャフと言い、モフセン自身は現在5人の子供、2人の息子、3人の娘の父となっている。モフセンの息子・アフマドは、2011年11月、ドバイのホテルで死亡しているのが発見された。自殺とみられている。
モフセンはアメリカ合衆国及びヨーロッパ連合加入国への入国が制限されている。